# Things Change (ER)
Things Change is de negentiende aflevering van het negende seizoen van de televisieserie ER, die voor het eerst werd uitgezonden op 24 april 2003.

## Verhaal
Dr. Kovac ziet zijn ouder studiegenoot, van de studie geneeskunde, dr. Gordana Horvat uit Kroatië. Zij loopt een dagje mee met dr. Kovac om te zien hoe het werkt in Amerika. Dr. Horvat vertelt hem dat een ander ziekenhuis in Chicago heeft aangeboden om over twee weken de operatie uit te voeren op het zieke kind uit Kroatië. 
Lockhart hoort eindelijk iets van zijn dood gewaande broer. Zij besluit om hem op te zoeken en terug te halen naar huis.
Dr. Carter krijgt slecht nieuws, zijn oma is overleden in haar slaap. 
Dr. Romano overlegt met dr. Corday over de toekomst van zijn arm, hij besluit uiteindelijk om de arm te laten amputeren.
Dr. Pratt en Gallant krijgen bericht over waar zij hun toekomst verder gaan werken, dr. Pratt gaat naar een ander ziekenhuis in Chicago en Gallant blijft in het County General. 

## Rolverdeling

### Hoofdrollen
- Noah Wyle - Dr. John Carter
- Frances Sternhagen - Millicent Carter
- Laura Innes - Dr. Kerry Weaver
- Mekhi Phifer - Dr. Gregory Pratt
- Alex Kingston - Dr. Elizabeth Corday
- Goran Višnjić - Dr. Luka Kovac
- Sherry Stringfield - Dr. Susan Lewis
- Ming-Na - Dr. Jing-Mei Chen
- Paul McCrane - Dr. Robert Romano
- Nina Bell - Dr. Gordana Horvat
- Maura Tierney - verpleegster Abby Lockhart
- Deezer D - verpleger Malik McGrath
- Sharif Atkins - Michael Gallant
- Donal Logue - Chuck Martin
- Tom Everett Scott - Eric Wyczenski
- Troy Evans - Frank Martin
- Abraham Benrubi - Jerry Markovic

### Gastrollen (selectie)
- Julie Ariola - Emily
- Mary Joy - Mona
- Johnny Sneed - James
- Earl Carroll - George Zito
- Brendan McIvor Fleming - William
- Christopher Goodman - Andrew
- Rahul Gupta - Darren
- Teresa Huang - Vivian